# Paracirrhites bicolor
Paracirrhites bicolor är en fiskart som beskrevs av Randall, 1963. Paracirrhites bicolor ingår i släktet Paracirrhites och familjen Cirrhitidae. Artens utbredningsområde är Stilla havet. Inga underarter finns listade i Catalogue of Life.